# بهداشت خواب
بهداشت خواب عبارتی است که برای توصیف عادات صحیح خواب بکار می رود و شامل برخی اقداماتی است که به بهبود کیفیت خواب کمک می‌کنند.
این راه‌حل‌ها در اواخر دههٔ ۱۹۷۰ درمان بی‌خوابی خفیف تا متوسط تکوین یافتند، ولی تا به امروز شواهد تأثیر هر راه‌حل واحد «محدود و غیرقطعی» بوده‌است.
پزشکان، بهداشت خواب فرد مبتلا به بی‌خوابی (یا عارضه‌های دیگر چون افسردگی) را ارزیابی می‌کنند و با ملاحظهٔ نتایج این ارزیابی راه‌حل‌هایی را به فرد برای بهبود خواب پیشنهاد می‌دهند.
از جملهٔ این راه‌حل‌ها می‌توان از مواردی چون مواردی چون ایجاد برنامهٔ خواب و بیداری منظم، کاهش ساعات خواب روزانه، عدم فعالیت بدنی شدید در ساعات نزدیک به زمان خواب، استفاده نکردن از تختخواب برای فعالیت‌هایی به جز خواب و هماغوشی، اجتناب از مصرف الکل، نیکوتین، و کافئین و دیگر محرک‌ها در چند ساعت قبل از خواب، و همچنین فراهم کردن محیطی آرام، نسبتاً خنک، راحت، و تاریک برای خواب یاد کرد.

## نکات مهم بهداشت خواب
عادات خواب خوب "Good sleep habits" (که گاهی اوقات به عنوان "بهداشت خواب" “sleep hygiene” نامیده می شود) می تواند به شما کمک کند خواب خوبی داشته باشید. برخی از عاداتی که می تواند سلامت خواب شما را بهبود بخشد:
1. ساعت بیولوژیک بدن را با یک برنامه ثابت تنظیم کنید، هر شب در ساعت معینی به رختخواب بروید و هر روز صبح در ساعت مشخصی از خواب بیدار شوید، از جمله آخر هفته ها.[۲]
2. شرایط اتاق خواب: تاریک، ساکت و خنک و آرامش بخش باشد، تشک و بالش مناسب[۳] نیاز دارید، برای تاریکی میتوانید از پرده ی ضخیم یا چشم بند استاندارد استفاده کنید، در رابطه با میزان خنکی، دمای 16 الی 24 درجه مناسب بوده و علاوه بر آن تهویه مناسب مورد نیاز است.[۴]
3. وسایل الکترونیکی مانند تلویزیون، کامپیوتر و تلفن های هوشمند را از اتاق خواب خارج کنید.
4. قبل از خواب از خوردن وعده های غذایی زیاد، کافئین و الکل خودداری کنید.
5. کمی ورزش کنید. فعالیت بدنی در طول روز می تواند به شما کمک کند که شب راحت تر به خواب بروید.
6. برای قبل از خواب یک روتین آرامش بخش داشته باشید، مواردی مانند: دوش گرفتن، کتاب خواندن، حدود 15 دقیقه تمرینات کششی سبک و آرامش بخش یا تمرینات تنفسی، یک فنجان نوشیدنی گرم آرامش بخش و بدون کافئین یا یک لیوان شیر ولرم میتوانند مفید باشند.[۵]
7. سعی کنید از حدود 6 ساعت قبل از خواب از نوشیدنی های داری  کافئین پرهیز نمایید"قهوه، چای، کوکا و شکلات دارای کافئین میباشند".

## ارزیابی
ارزیابی بهداشت خواب در تعیین اینکه فرد دچار اختلال بهداشت خواب است یا نه امری مهم است.
روند ارزیابی تشخیصی اغلب به شکل مصاحبهٔ بالینی صورت می‌گیرد و از پر کردن پرسشنامه‌های خودسنجی
و ضبط یادداشت در دفترچهٔ خواب (که برای یکی-دو هفته نگاه داشته می‌شود) نیز برای ثبت دادهٔ نمونه استفاده می‌شود.
همچنین می‌توان در فرایند تشخیص از ارزیابی‌های کامپیوتری مثل سامانهٔ اسلیپ-ایول استفاده کرد.
این سامانه سؤالات پرسشنامهٔ کاربر را از بین ۱٬۵۴۳ پرسش ممکن بسته به پاسخ‌های او انتخاب می‌کند.
برای ارزیابی عادت‌های مرتبط با بهداشت خواب و سواد مربوط به بهداشت خواب می‌توان از شاخص‌هایی چون «شاخص بهداشت خواب»،
«مقیاس آگاهی و عادات بهداشت خواب»،
و یا «آزمون خودسنجی بهداشت خواب» بهره برد.
برای افراد در سنین پایین‌تر نیز شاخص‌هایی چون «پرسشنامه خواب کودکان تیساید»، «مقیاس بهداشت خواب نوجوانان» و «مقیاس بهداشت خواب کودکان» وجود دارد.

## توصیه‌ها
در تلاش برای بهبود کیفیت خواب فرد، پزشک توصیه‌هایی را برای او می‌گزیند و جلسهٔ ویزیت به آموزش او در این زمینه می‌گذرد.